# Фрасин (Хынчештский район)
Фрасин (рум. Frasin) — село в Хынчештском районе Молдавии. Наряду с сёлами Ивановка и Костешты входит в состав коммуны Ивановка.

## География
Село расположено на высоте 35 метров над уровнем моря.

## Население
По данным переписи населения 2004 года, в селе Фрасин проживает 51 человек (28 мужчин, 23 женщины).
Этнический состав села:
| Национальность | Число жителей | Процентный состав |
| -------------- | ------------- | ----------------- |
| украинцы       | 38            | 74.51             |
| молдаване      | 13            | 25.49             |
| Всего          | 51            | 100%              |